# Torres Torrenza Condos & Spa
Las Torres Torrenza Condos & Spa serán dos rascacielos ubicados en Avenida Rodolfo T.Loaiza, Playa Las Gaviotas, en la ciudad de Mazatlán estado de Sinaloa, en México. Para ser exactos las dos torres de nombre Torre Milan y Torre Florencia se convertirán en los rascacielos más altos de zona del Pacífico Mexicano, superando en esa zona al Oceanic 2000 ubicado en la ciudad de Acapulco.
La desarrolladora del complejo residencial son COVI Desarrollos, los encargados de la ingeniería estructural son Skylines Steel y los promotores son Comercializadora de Vivienda.

## La Forma
- Las torres medirán 143 metros de altura, contarán con un total de 35 pisos y su uso será exclusivamente residencial.

- Contará con 6 (ascensores), que serán de alta velocidad, se moverán a una velocidad de 6.5 metros por segundo.

- El área total de las torres será de 170,000 m³ y de espacio útil de 50,600 m².

## Detalles Importantes
- La construcción comenzó en junio del 2008 con una inversión de 8 millones de dólares y serán terminadas en 2009. El diseño estará a cargo de COVI Desarrollos.

- Cada una de las torres fueron nombradas, Torre Milan y Torre Florencia y el arquitecto de este complejo son: Jaime Coronel Lizarraga y COVI.

- Contaran con 35 departamentos.

- Serán consideradas los primeros edificios inteligentes de Mazatlán.

## Datos clave
- Altura- 143 metros.
- Espacio Total - 170,000 m³.
- Pisos-  35 pisos.
- Condición: 	En Construcción.
- Rango: 	
  - En México: º lugar, 2011: º lugar
  - En Mazatlán: 1º lugar
  - En el Pacífico Mexicano: 1º lugar